# Backamo
Backamo var en mötes- och lägerplats för krigsmakten belägen i Grinneröds socken.

## Militär användning
- Bohusläns regemente åren 1724–1913, varefter regementet flyttade från Backamo till nybyggda kaserner i Uddevalla.
- Interneringsläger för tysk militär 1945 som i krigets slutskede hade deserterat till Sverige. På hösten 1945 utlämnades 950 tyska soldater till Sovjetunionen och resterande 250 tyska soldater till de västallierade segrarmakterna. Även den tyska ubåtsbesättningen från U 3503 placerades i lägret 1945.

## Övrig användning
Anläggningen vid Backamo är fortfarande intakt och används än idag, bland annat som kursgård, ställplatser, camping och större evenemang som exempelvis Bondens Dag. Den ligger i Uddevalla kommun vid länsväg 167 mellan Ljungskile och Lilla Edet. Den före detta exercisheden används idag som flygfält, Backamo flygfält.
Det gamla fältsjukhuset från 1884 som nyligen hade renoverats av föreningen Backamo vänner brann ner till grunden 31 januari 2006. På området finns också Backamo Hundtjänst som erbjuder kurser och seminarier inom lydnad, spår och skydd. I anslutning till detta finns även en butik som säljer utrustning och foder till hundar. Hot Rod-klubben A-bombers anordnar "Old Style Weekend" här om somrarna. Detta är en träff för folk med intresse för bilar äldre än 1957 samt kläder och musik från 1950-talet.
Sedan 1990-talet drivs den före detta militära skjutbanan av föreningen Backamos skjutbana som erbjuder skytte på 25m, 50m, 100m, 200m samt 300m.
Sången Beväringsvals från Backamo (Tjo! Uppå Backamo) som handlar om platsen har bland annat sjungits in på skiva av Thore Skogman.
I oktober 2015 blev vandrarhemmet uthyrt till Uddevalla kommun som tillfälligt flyktingboende.
Den ideella stödföreningen Backamo Vänner, för bevarandet av Backamo Lägerplats, driver ett museum under namnet Backamo Museum på lägerplatsen. Fokus ligger på interneringslägret 1945, men flertal andra utställningar har också arrangerats. 
Den 7 september 2024 högtidlighölls Backamos 300 års dag, på den årliga återkommande Bondens dag, där tidigare arméchefen och I 17-officeren Karl Engelbrektsson närvarande och höll tal.

## Galleri

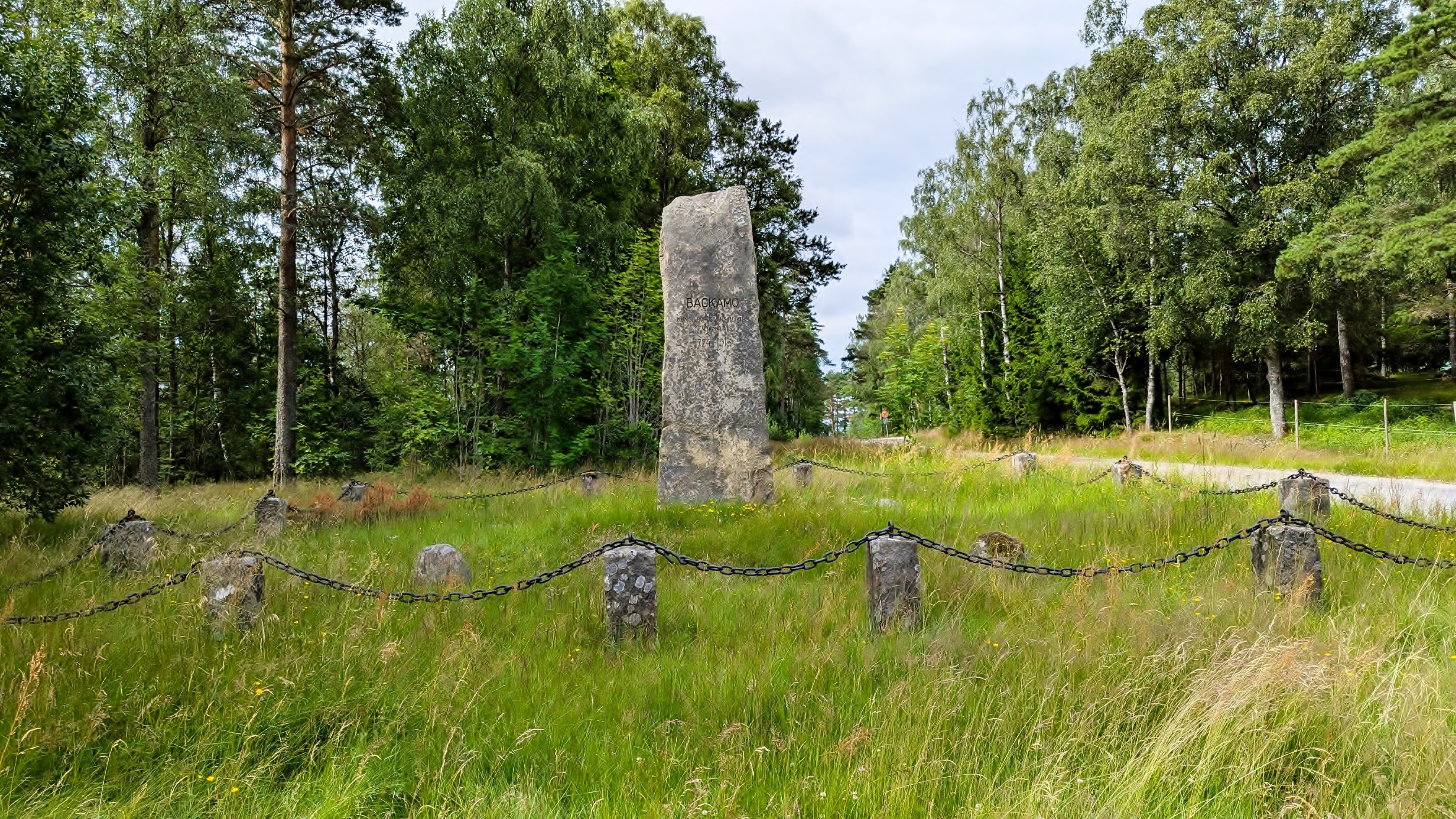
Bohusläns regemente minnessten i Backamo
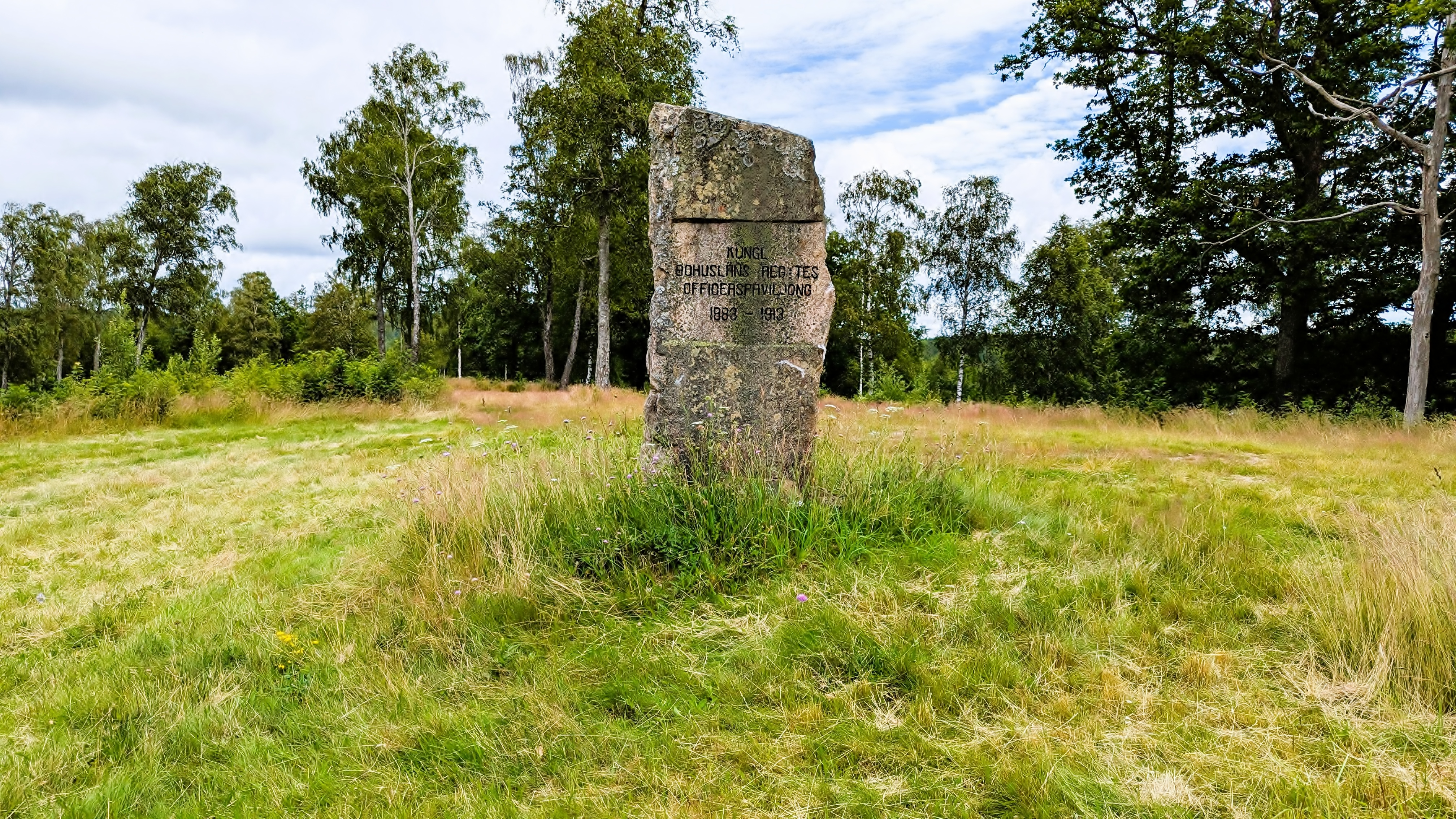
Minnessten över officersmässen, flyttad till Restenäs
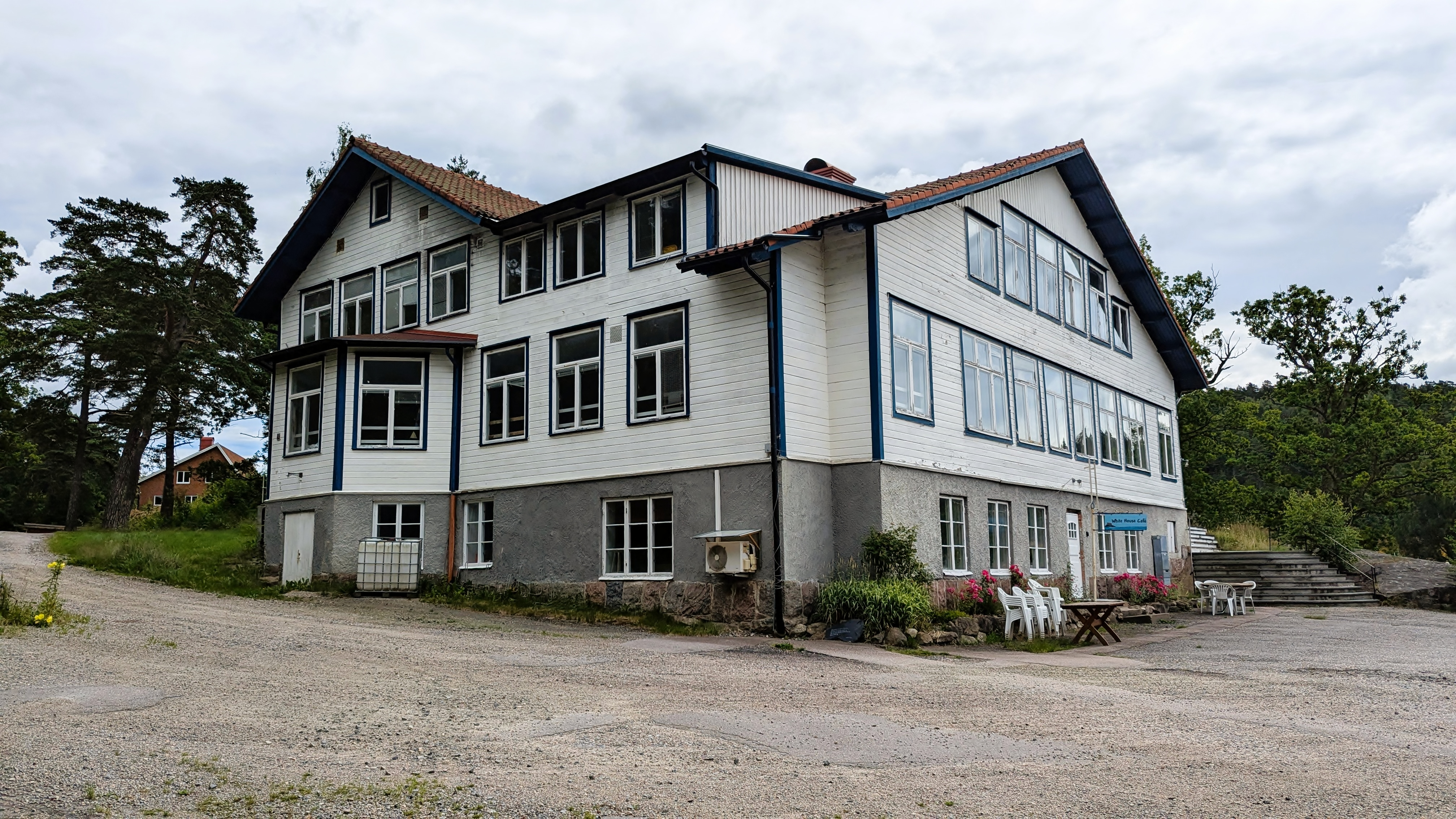
Officersmässen, numer som en del av Restenässkolan i Restenäs.
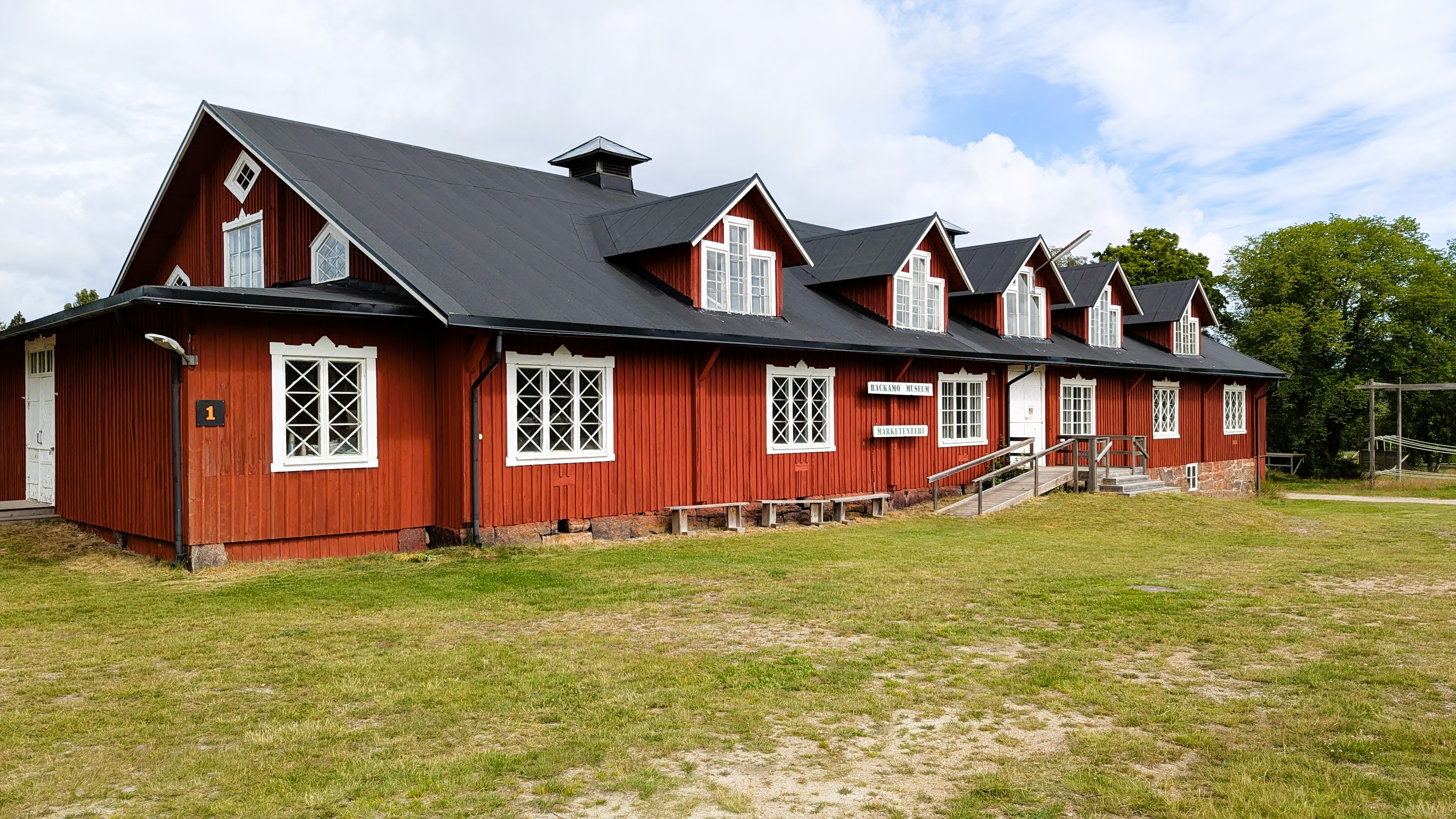
Lägerhydda i Backamo
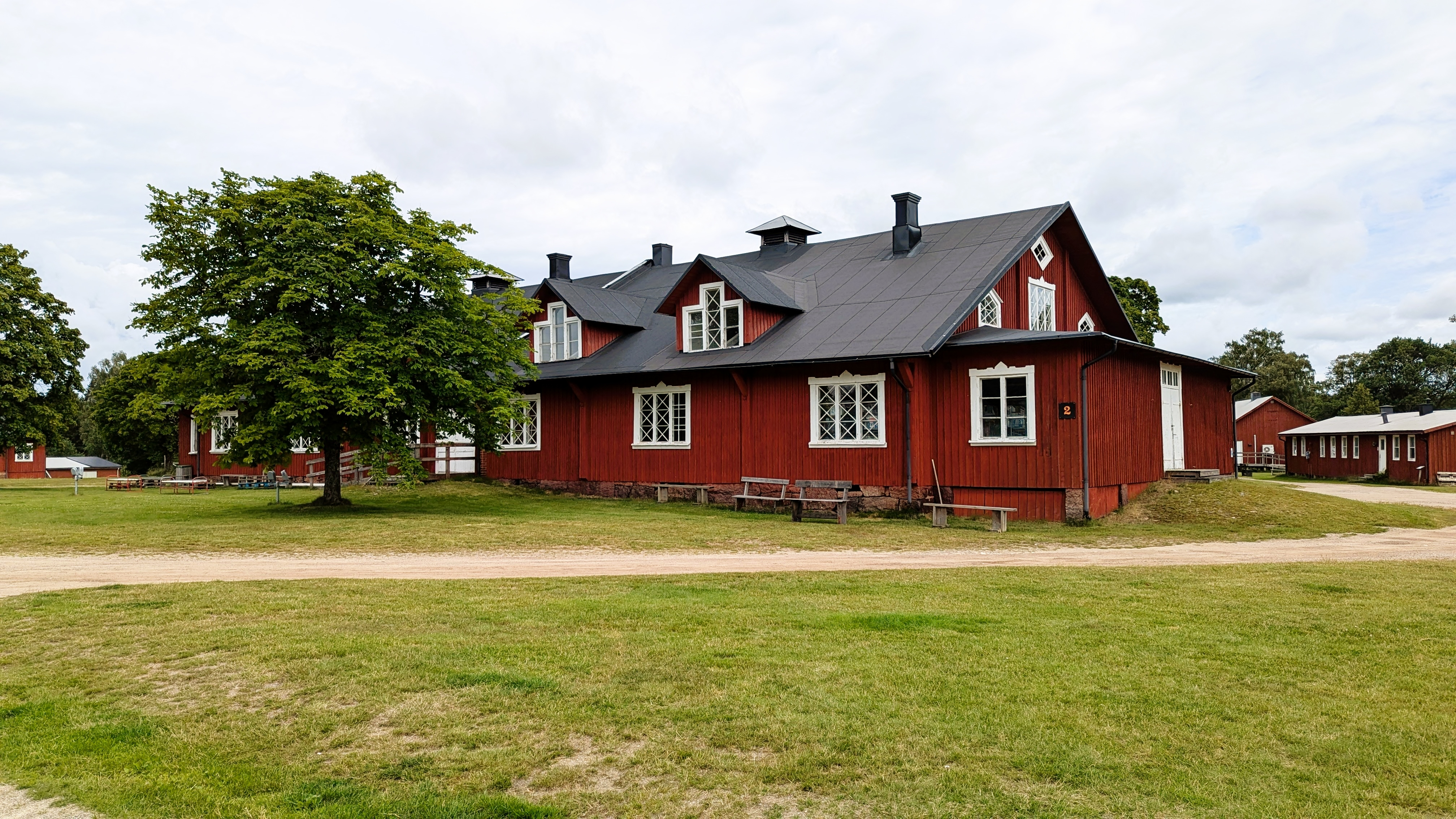
Lägerhydda i Backamo
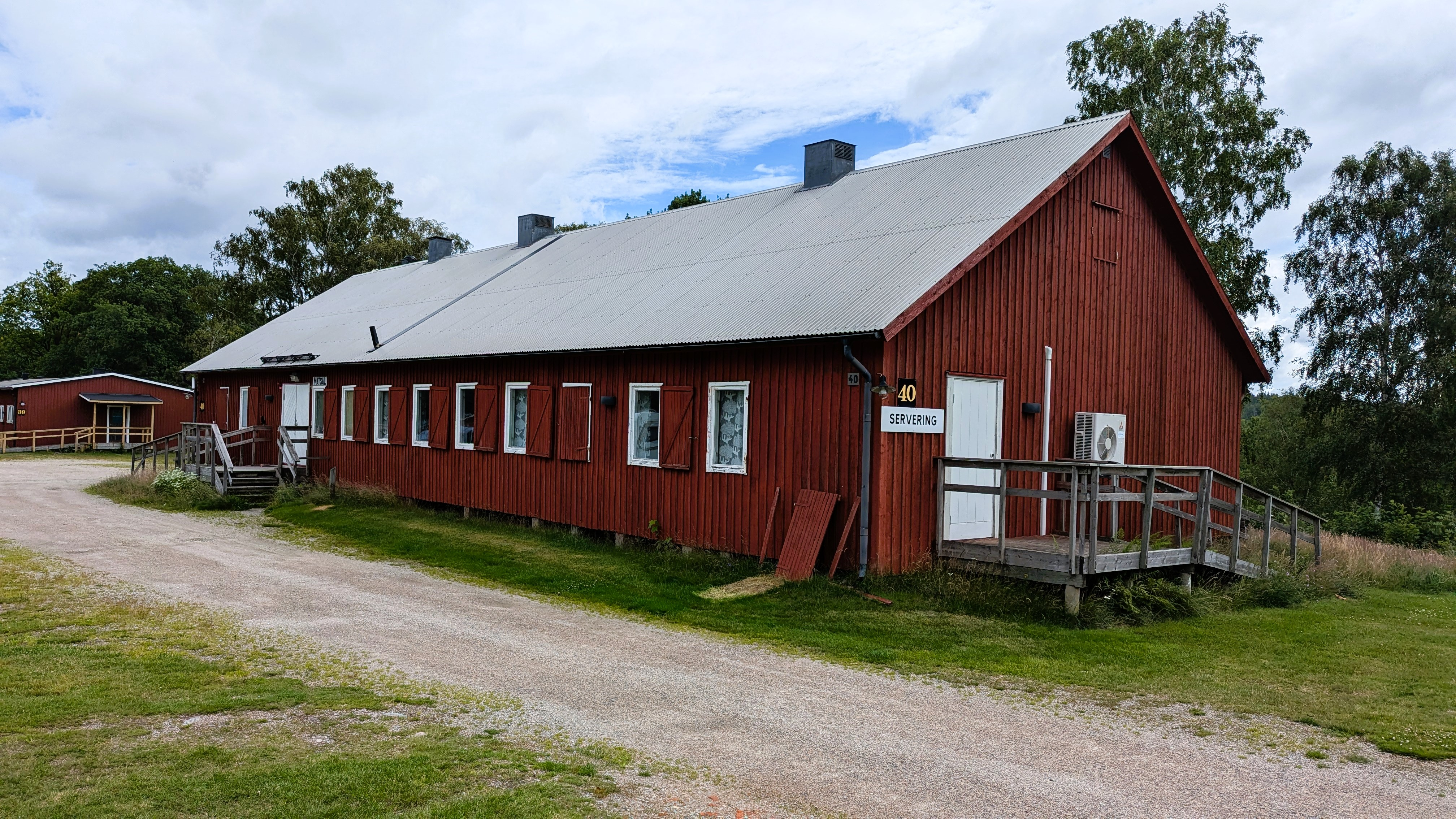
Matsalsbyggnaden i lägret